# Deanolis
Deanolis és un gènere d'arnes de la família Crambidae.

## Taxonomia
- Deanolis iriocapna (Meyrick, 1938)
- Deanolis sublimbalis Snellen, 1899